# Brachypelma auratum
Brachypelma auratum is een spin, die behoort tot de vogelspinnen. De soort lijkt erg op de Mexicaanse roodknievogelspin (Brachypelma smithi), maar het grootste verschil is dat de spin eerder slank en lang is, terwijl de Mexicaanse roodknievogelspin eerder gedrongen en dikker is. Deze soort komt voor in vrijwel alle landen van Midden-Amerika en enkele in Zuid-Amerika.